# Friedrich Breitfuss

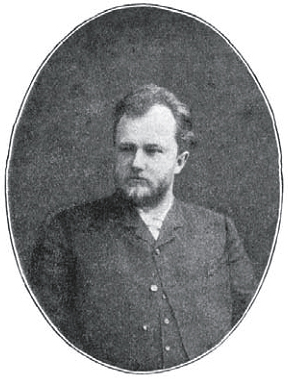
Friedrich Breitfuss (vor 1911)

Friedrich Andreas (Fjodor Lwowitsch) Breitfuss (russisch Фридрих Андреас (Фёдор Львович) Брейтфус; * 16. September 1851; † 7. September 1911 in Karlsbad Österreich-Ungarn) war ein bekannter russischer Philatelist, Mitglied der Royal Philatelic Society London (seit 1874, ab 1875 korrespondierendes Mitglied), Begründer der Moskauer sowie der Sankt Petersburger Sektion des Internationalen Philatelistenvereins Dresden, deren Präsident er ununterbrochen ab Dezember 1883 war.

## Leben
Sein Vater war der Hofjuwelier Gottlieb Karl Breitfuss. Friedrich Breitfuss war auch verwandt mit dem russisch-deutschen Zoologen L. L. Breitfuss. Er gehörte von Geburt her zum Stand der Ehrenbürger des Russischen Kaiserreiches. Er war Mitinhaber eines Lagers für Fotozubehör der Firma Bruno Sänger & Co. Ab Dezember 1888 war er Mitglied der Kaiserlichen Russischen Technischen Gesellschaft.
Er wurde auf dem lutherischen Wolkowo-Friedhof in Sankt Petersburg beigesetzt.

## Beitrag zur Philatelie
Am 10. Oktober 1883 gründete Friedrich Breitfuss die Moskauer Sektion des Internationalen Philatelistenvereins Dresden, die erste Philatelistenorganisation in Russland überhaupt, und im Dezember desselben Jahres dann die Sankt Petersburger Sektion, der er 24 Jahre ohne Unterbrechung vorstand.
Breitfuss war Experte für Semstwo-Briefmarken sowie für russische, finnische und südamerikanische Marken.

## Sammlung
Friedrich Breitfuss sammelte von 1862 bis 1907 Briefmarken, den Grundstock seiner Sammlung hatte er bereits als Schuljunge angelegt.
Aus Erinnerungen von Zeitgenossen geht hervor, dass Breitfuss die beste Briefmarkensammlung Russlands und – nach den Sammlungen von Philipp von Ferrary in Paris und Thomas Tapling in London – die drittbeste Sammlung der Welt besaß. Seine Sammlung zeichnete sich durch einen hohen Vollständigkeitsgrad aus. Marken vieler Länder waren bei ihm vollständig vertreten, auch mit lokalen Editionen. Er sammelte sowohl postfrische als auch entwertete Marken. Außer Briefmarken sammelte er Essays, Entwürfe, Probedrucke, Umschläge, Postkarten, Fehldrucke, gelaufene Postfälschungen und sonstiges philatelistisches Material.
1866 hatte Gottlieb Karl Breitfuss seinem Sohn Friedrich zu dessen 15. Geburtstag je ein Exemplar aller Briefmarken der Welt geschenkt.
Breitfuss lebte und arbeitete einige Jahre in Frankreich, wo er seine Sammlung ergänzte. Im Dezember 1873 ging er nach London, wo er 1874 die Bekanntschaft von Dr. Charles Viner machte, der ihn in die Londoner philatelistische Gesellschaft (heute Royal Philatelic Society London) einführte. 1875 übersiedelte Breitfuss nach Odessa und 1877 kehrte er zurück in seine Heimatstadt Sankt Petersburg.
Friedrich Breitfuss erwarb eine Vielzahl vollständiger Sammlungen, von denen er die interessantesten Stücke in seine eigene Sammlung einordnete. So kaufte er 1887 für 1.500 Pfund Sterling die Sammlung des Fürsten Golizyn-Ostermann und 1898 für 35.000 Dollar die Sammlung des Bankiers Theodor Notthafft.
Friedrich Breitfuss führte einen regen Schriftwechsel mit den Semstwa-Verwaltungen, bei denen er Marken für seine Sammlung, häufig ganze Bögen, bestellte. Ihn interessierten nicht nur Semstwo-Marken, sondern auch Siegelmarken. Da Siegelmarken nicht zu kaufen waren, legte er dem Umschlag mit seiner Bitte um Zusendung einer Semstwo-Siegelmarke jeweils amtliche Postwertzeichen bei.
Breitfuss war mit dem Großfürsten Alexej Michailowitsch, einem Neffen von Kaiser Alexander III., befreundet. Mit Einwilligung des Kaisers wurden die Archive der Postverwaltung an Breitfuss abgegeben. So gelangten sämtliche russischen Raritäten in die Sammlungen des Großfürsten bzw. von Friedrich Breitfuss. Einige Zeit später entschloss sich Breitfuss, seine Sammlung zu verkaufen mit der Maßgabe, dass sie vollständig vom Postmuseum Sankt Petersburg übernommen wird. Als Vermittler hatte sich der Großfürst angeboten, der allerdings starb, noch bevor es zu dem Geschäft kam.
Kurze Zeit vor seinem Tod verkaufte Breitfuss seine Sammlung an einen amerikanischen Händler. Dieser übernahm alles, mit Ausnahme der russischen Bestände. So wurde die Sammlung in zwei Teile aufgeteilt: die internationalen Bestände gelangten als Teil der Sammlung des englischen Unternehmens Stanley Gibbons 1907 ins Ausland, während der russische Teil an Agathon Karlowitsch Fabergé ging. Im Gibbons-Teil der Sammlung befand sich eine Rote Mauritius mit Moens Nr. XVI, die am 8. Januar 1908 versteigert wurde.

## Die British Guiana
Wie Forschungen des dänischen Philatelisten Otto Hornung ergeben haben, gehörte zu der Sammlung, die Friedrich Breitfuss 1866 von seinem Vater geschenkt bekommen hatte, eine äußerst seltene British Guiana One Cent. Dieses Exemplar wurde jedoch unter ungeklärten Umständen beschädigt und Breitfuss schenkte es daher dem Großfürsten Alexej Michailowitsch.

## Ehrungen
1921 wurde der Name Friedrich Breitfuss in die „Roll of Distinguished Philatelists“ (Großbritannien) aufgenommen.